# Australia Singapore Cable
Australia Singapore Cable (kurz: ASC) ist ein Glasfaser- Seekabel, das Australien mit Indonesien und Singapur verbindet. Es wurde im September 2018 nach zweijähriger Bauzeit fertiggestellt und in Betrieb genommen. Die Kosten des Projekts betrugen etwa 170 Millionen US-Dollar.

## Landungspunkte
- Jakarta,  Indonesien
- Perth,  Australien
- Tanah Merah,  Singapur